# 堀池典久
堀池 典久（ほりいけ のりひさ、男性、1973年（昭和48年）4月5日 - ）は、日本の空手家。兵庫県尼崎市出身。極真空手を経て、現在は神戸市元町に本部道場を置く国際空手道究道会館の館長である。段位は六段。

## 来歴
1984年、極真会館兵庫支部（中村誠支部長）に入門。入門から数年で各種の交流試合に出場して優勝などの好成績を収める。
キャリアを積むに伴って突きや下段蹴りを得意技として磨き、1993年に行われた全関西空手道選手権大会（極真会館主催）で優勝。
1995年、第6回全世界空手道選手権に日本代表選手として出場。
1996年、第28回全日本空手道選手権大会（極真会館松井派主催）で第8位入賞。
1997年、第1回全世界ウェイト制空手道選手権大会（松井派主催）軽重量級に出場し、決勝戦で高久昌義と対戦して準優勝。第29回全日本空手道選手権大会では数見肇に敗れるも、第3位決定戦で田村悦宏に勝利して第3位。
1998年、第30回全日本空手道選手権大会に出場したが、野地竜太に敗れて上位入賞は果たせなかった。
2007年、国際空手道究道会館を発足させ、館長に就任。その後、極真会館時代の先輩である小笠原和彦を最高顧問として迎えて、組織拡大を図っている。

## 成績
- 1990年 - 全青森空手道選手権大会（極真会館）第3位
- 1991年 - 全中国空手道選手権大会（極真会館）準優勝
- 1993年 - 全関西空手道選手権大会（極真会館）優勝
- 1996年 - 全関西空手道選手権大会（松井派主催）優勝
- 1996年 - 第28回オープントーナメント全日本空手道選手権大会（松井派主催）第8位
- 1997年 - 第1回全世界ウェイト制選手権大会（松井派主催）軽重量級　準優勝
- 1997年 - 第29回全日本空手道選手権大会（松井派主催）第3位
- 1998年 - 第30回全日本空手道選手権大会（松井派主催）4回戦進出（野地竜太に敗れる）
- 2001年 - 第33回全日本空手道選手権（新極真会主催）技能賞（塚越孝行に敗れる）
- 2002年 - 第34回全日本空手道選手権（新極真会主催）4回戦進出（塚本徳臣に敗れる）

## 関連人物
- 小笠原和彦
- 三州ツバ吉
- 浜井識安 - 堀池に六段位を贈呈